# Bibiloni (motocicleta)
Bibiloni fou una marca mallorquina de ciclomotors, fabricats a Palma entre 1952 i 1960.
N'hi va haver dues sèries, la primera amb suspensió davantera mitjançant paral·lelograms deformables de tipus BSA i la segona amb suspensió davantera telescòpica. Ambdues muntaven motor Mosquito.